# Looptroop Rockers
Looptroop Rockers is een Zweedse hiphopgroep uit Västerås. Hun muziek is hoofdzakelijk in het Engels maar bevat soms ook Zweedse raps. De leden van Looptroop Rockers zijn rapper Promoe (Mårten Edh), ook bekend van zijn solowerk, rapper Supreme (Mathias Lundh-Isen), dj en producer Embee (Magnus Bergkvist) en rapper CosM.I.C (Tommy Isacsson).

## Historiek
Oorspronkelijk heette de groep kortweg Looptroop, maar in 2008, bij het uitbrengen van het album Good Things veranderde de groep van naam naar Looptroop Rockers. Het was wat verwarrend gezien ze al zo lang bezig waren onder de naam Looptroop. Promoe en Embee hadden namelijk al in 1991 hun rapgroep Looptroop gedoopt. De 2 kenden elkaar van op school. Rapper Cos.M.I.C sloot al in 1993 bij de groep aan, net voor hun eerste release op cassette genaamd Superstar. Ze brachten nog 3 cassettes uit voor hun eerste full-album  Modern Day City Symphony  in 2000 uitkwam.
In hun teksten verheerlijken ze regelmatig de graffiticultuur, Promoe en Embee waren namelijk deel van een graffiti-crew onder de naam BIF crew, kort voor Babylon Is Falling en waren actief in hun thuisstad Västerås.
In 2001 maakte rapper Promoe zijn eerste soloalbum, Goverment Music, het jaar daarop, in 2002 kwam Looptroops tweede album The Struggle Continues uit.
Embee maakte zijn solodebuut in 2004, waarop verschillende bekende zweden te horen waren zoals José González, Timbuktu en Daniel Lemma. 
Het album werd goed onthaald en kreeg zelfs een Zweedse Grammi (een Zweeds equivalent van de Amerikaanse Grammys) voor beste hiphop en soul in 2004.
Looptroops derde album Fort Europa kwam in 2005 uit, de groep drukte zich hierop erg kritisch uit op het migratiebeleid van Europa en specifiek van Zweden zelf. De groep maakt in hun clip de verwijzing met de Berlijnse Muur.
In 2007 verliet Cos.M.I.C de groep waarna ze hun naam wijzigden naar Looptroop Rockers. Het eerste album onder Looptroop Rockers werkten ze onder andere samen met bekende hiphopnamen als Rakaa Iriscience van Dilated Peoples en CunninLynguists.

## Discografie

### Albums als Looptroop
- Superstars (1993)
- Threesicksteez (1995)
- From the Waxcabinet (1996)
- Punx Not Dead (1998)
- Modern Day City Symphony (2000)
- The Struggle Continues (2002)
- Fort Europa (2005)

### Albums als Looptroop Rockers
- Good Things (2008)
- Professional Dreamers (2011)
- Mitt hjärta är en bomb (2013)
- Naked Swedes (2014)